# Матамата (рід)
Матамата (Chelus) — рід черепах з підродини Chelinae родини Змієшиї черепахи. Має 4 види, з яких 2 є вимерлими.

## Опис
Загальна довжина представників цього роду коливається від 45 до 53 см. Статевий диморфізм помітний лише у хвості. Голова трикутна, сплощена, на кінці морди присутній гострий «хоботок». Маленькі оченята зрушені вперед. Рот дуже широкий. Шия довга, оздоблена низкою фестончатих шкірних клаптів, Такі ж шкірні вирости розташовані на горлі та підборідді. Панцир зазубрений по краях, гострі конусоподібні горби на кожному щитку карапакса утворюють три поздовжніх зубчатих кіля. Зверху карапакс нагадує шмат кори. Пластрон зредукований, звужений. Лапи мають перетинки. Кігті доволі гострі.

## Спосіб життя
Полюбляють стоячі або слабкопроточні водойми із замуленим дном. Живляться здебільшого рибою, ракоподібними, молюсками. Ловлять здобич, втягуючи її разом з водою у раптово відкриту пащу. Їжу заковтують цілком.

## Розповсюдження
Поширені у великих річках Південної Америки.

## Види
- Матамата звичайна Schneider, 1783
- Chelus orinocensis Vargas-Ramírez et al., 2020
- † Chelus columbiana Wood, 1976
- † Chelus lewisi Wood, 1976

## Етимологія
Назва англ. matamata означає «я вбиваю» й походить з одної з аборигенних мов Південної Америки